# 應存卓
應存卓（1531年—？），字從之，浙江台州府仙居縣人，民籍，明朝政治人物。

## 生平
嘉靖三十七年（1558年）戊午科浙江鄉試第九十名舉人。嘉靖三十八年（1559年）中式己未科會試第一百十八名，二甲第六十一名進士。历官刑部郎中，隆慶二年（1568年）八月升廣西按察司副使，萬曆十一年（1583年）五月降貴州布政司左參議，十二年十二月升本省副使，遷雲南左参政。十五年四月起補廣東左参政，被吏科张鼎思弹劾不称职，十六年六月被调用。復官四川左参政，二十一年正月升贵州按察使，二十二年四月升廣東右布政使。二十六年六月復除河南右布政使，八月遷贵州左布政使。

## 家族
曾祖應巨；祖父應匡，贈吏部主事加贈工部員外郎；父應大猷，刑部尚書。前母秦氏（贈安人）；前母彭氏（封安人）；前母盧氏；母高氏。具庆下。兄存初（监生）、存默、應存性（工部主事）、存修、存畏。弟存素、存徵、存章。